# Збірна Монако з футболу
Збірна Монако з футболу не визнана ФІФА. Команда представляє князівство Монако.
Монако не є членом УЄФА та не бере участь в організованих нею турнірах. Мета Футбольної Федерації Монако, що контролює команду, домогтися офіційного статусу. Монако перебуває в NF-Board, що організовує матчі невизнаних футбольних збірних. Збірна взяла участь у VIVA World Cup 2006 в Окситанії. У цьому змаганні команда Монако посіла друге місце, програвши 21-1 Лапландії у фіналі.
Тим не менш, у Монако базується успішний футбольний клуб Монако, переважно укомплектований не монегасками. Клуб виступає у французькій «Лізі 1».

## Результати
| Дата                                    | Місце                   | Опонент    | Результат(1) | Турнір               | Посилання |
| --------------------------------------- | ----------------------- | ---------- | ------------ | -------------------- | --------- |
| 10 травня 2014                          | Рим, Італія (Виїзний)   | Ватикан    | 2–0          | Товариський          | [ 1 ]     |
| 6 квітня 2014                           | Дуглас, Острів Мен      | Острів Мен | 0–10         | Товариський          | [ 2 ]     |
| 22 червня 2013                          | Франція (Домашній)      | Ватикан    | 2–0          | Товариський          | [ 3 ]     |
| 13 лютого 2013                          | Франція (Виїзний)       | Прованс    | 1–6          | Товариський          | [ 4 ]     |
| 6 жовтня 2012                           | Франція (Домашній)      | Реція      | 1–2          | Товариський          | [ 5 ]     |
| 7 May 2011                              | Рим, Італія (Виїзний)   | Ватикан    | 2–1          | Товариський          | [ 6 ]     |
| 3 квітня 2010                           | Франція (Виїзний)       | Окситанія  | 1–5          | Товариський          | [ 7 ]     |
| 20 грудня 2008                          | Франція (Домашній)      | Прованс    | 2–3          | Товариський          | [ 8 ]     |
| 8 листопада 2008                        | Італія (Виїзний)        | Окситанія  | 2–2          | Товариський          | [ 9 ]     |
| 24 листопада 2006                       | Франція (N)             | Сампі      | 1–21         | Фінал VIVA World Cup | [ 10 ]    |
| 23 листопада 2006                       | Франція (N)             | Сампі      | 0–14         | VIVA World Cup       | [ 10 ]    |
| 21 листопада 2006                       | Франція (N)             | Окситанія  | 3–2          | VIVA World Cup       | [ 10 ]    |
| 22 квітня 2006                          | Франція (Домашній)      | Косово     | 1–7          | Товариський          | [ 11 ]    |
| 17 грудня 2005                          | Франція (Домашній)      | Окситанія  | 2–1          | Товариський          | [ 12 ]    |
| 27 травня 2005                          | Гібралтар (Виїзний)     | Гібралтар  | 0–4          | Товариський          | [ 13 ]    |
| 17 грудня 2005                          | Франція (Домашній)      | Окситанія  | 1–1          | Товариський          | [ 14 ]    |
| 12 лютого 2005                          | Франція (Виїзний)       | Окситанія  | 0–0          | Товариський          | [ 15 ]    |
| 23 листопада 2002                       | Рим, Італія (Виїзний)   | Ватикан    | 0–0          | Товариський          | [ 16 ]    |
| 18 лютого 2002                          | Франція (Домашній)      | Гібралтар  | 2–2          | Товариський          | [ 17 ]    |
| 14 липня 2001                           | Фрайбург, Німеччина (N) | Тибет      | 2–1          | Товариський          | [ 18 ]    |
| (1) Спочатку написано результат Монако. |                         |            |              |                      |           |

## Футболісти
- Грегорі Кампі